# Haparanda stads bildarkiv

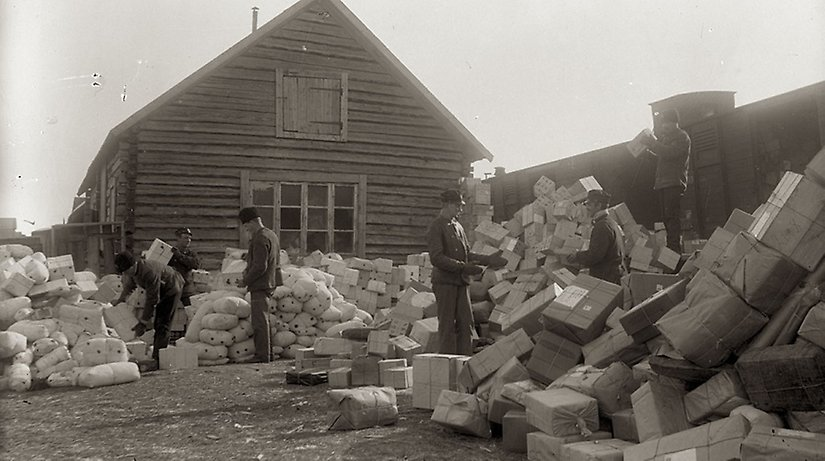
Postkontoret Karungi utrikes öppnades i december 1914. Fotot taget cirka 1915. Detta är ett av alla foton som finns i arkivet som Mia Green fotat.

Haparanda stads bildarkiv är ett bildarkiv förvaltat av Haparanda kommun. Arkivet består av några tusen foton, som till största delen är tagna under 1910-talet till 1960-talet . Många av fotografierna kommer från fotografen Mia Green. Varje veckodag sedan 2016 publiceras ett foto från samlingen på ett konto som ägs av Haparanda stad på det sociala mediet Instagram.